# Jan Schelhaas
Jan Russell Schelhaas Sinclair (Liverpool, 11 marzo 1948) è un tastierista e compositore britannico.

## Carriera
È noto per la sua militanza nelle band Caravan e Camel negli anni settanta.
Nel 2005 è tornato a far parte dei Caravan.

## Discografia

### Nei Caravan
- 1976 - Blind Dog at St. Dunstans
- 1977 - Better by Far

### Nei Camel
- 1979 - I Can See Your House from Here
- 1981 - Nude
- 1982 - The Single Factor